# David Gorski
David Henry Gorski es un cirujano oncólogo estadounidense, profesor de cirugía en la facultad de medicina de la Universidad Estatal Wayne y oncólogo quirúrgico en el Instituto de Cáncer Barbara Ann Karmanos, especializado en cirugía de cáncer de mama. Es vocalmente escéptico y crítico de la medicina alternativa y del movimiento antivacunación. Es autor del blog, Respectful Insolence (insolencia respetuosa), y editor en jefe del sitio web Science-Based Medicine.

## Primeros años y educación
Gorski asistió a la Universidad de Míchigan, donde recibió un MD en 1988. En 1989, empezó su residencia en cirugía general en los Hospitales Universitarios de Cleveland. Gorski dejó su residencia para realizar un doctorado en fisiología celular en la Universidad Case de la Reserva Occidental, el cual completó en 1994, con una disertación titulada "Expresión y regulación en miocitos vasculares del gen Homeobox". Después de esto Gorski continuó su residencia (1993-96) y completó una beca de investigación en oncología quirúrgica (1996-99) en la Universidad de Chicago.

## Carrera
Fue anteriormente profesor asistente de cirugía en el Instituto de Cáncer Rutgers de Nueva Jersey y en la Escuela de Medicina UMDNJ-Robert Wood Johnson, en Nuevo Brunswick, NJ. También se desempeñó como miembro del programa de posgrado en biología celular y del desarrollo en la Universidad de Rutgers en Piscataway, NJ.
Se convirtió en director médico del Alexander J. Walt Comprehensive Breast Center en el Instituto de Cáncer Barbara Ann Karmanos en 2010 y fue nombrado codirector de la Iniciativa de Calidad de Oncología de Senos de Michigan en 2013.
Es profesor de cirugía y oncología en la Facultad de medicina de la Universidad Estatal Wayne cuyo laboratorio realiza investigaciones sobre la regulación transcripcional del fenotipo de células endoteliales vasculares, así como el papel de los receptores metabotrópicos de glutamato en el cáncer de mama. Es el médico de enlace para temas relacionados al cáncer del Comité sobre Cáncer del Colegio Estadounidense de Cirujanos, fundador del Instituto de Ciencia en Medicina y miembro de la Sociedad Americana de Oncología Clínica.
En 2007 recibió el Premio de Investigación Clínica Avanzada en Cáncer de Mama de la Sociedad Americana de Oncología Clínica. Además ha recibido becas de investigación de The Breast Cancer Research Foundation en 2008, 2009 y 2010.

### Investigación
El artículo de Gorski Blockade of the vascular endothelial growth factor stress response increases the antitumor effects of ionizing radiation, que caracteriza los efectos de los inhibidores de la angiogénesis sobre la efectividad de las terapias antitumorales, ha sido citado más de 900 veces según PubMed. Esta investigación se ha utilizado en otras investigaciones terapéuticas antitumorales, incluida la observación de que los inhibidores de la angiogénesis aumentaron los efectos terapéuticos de la radiación ionizante "al prevenir la reparación del daño por radiación en las células endoteliales" y al determinar el potencial de las terapias combinacionales de permitir la reducción de las dosis en tratamientos tóxicos convencionales mientras se mantiene la regresión tumoral cuando se combina con anticuerpos específicos y radioterapia.
El trabajo de Gorski con Helena Mauceri y otros, publicado en Nature como "Combined effects of angiostatin and ionizing radiation in antitumour therapy" estudió los "efectos combinados de la angiostatina" (una proteína que aparece en varias especies animales) "y la radiación ionizante en la terapia antitumoral" lo cual condujo a una investigación sobre la destrucción selectiva de las células tumorales, que según un estudio de Gregg L. Semenza (citando a Mauceri y otros), "son más hipóxicas que las células normales", lo que permite que "las células tumorales se eliminen sin grandes efectos secundarios sistémicos".
Su artículo con Yun Chen "Regulation of angiogenesis through a microRNA (miR-130a) that down-regulates antiangiogenic homeobox genes GAX and HOXA5" investigó el uso de microARN para regular la angiogénesis conduciendo a la investigación del grupo de Jason E. Fish en la Universidad de California, San Francisco, sobre el uso de microARN para regular el desarrollo de los vasos sanguíneos y, por lo tanto, limitar el crecimiento tumoral. Citando la investigación de Chen y Gorski, Fish escribió que "varios microARNs ampliamente expresados regulan el comportamiento de las células endoteliales in vitro, incluida la proliferación, la migración y la capacidad de formar redes capilares", y al intentar describir la funcionalidad in vivo de un conjunto específico de microARNs y sus objetivos, el grupo pudo aislar un microARN particular (miR-126) como el más enriquecido en células endoteliales.

## Escepticismo sobre medicina alternativa y complementaria

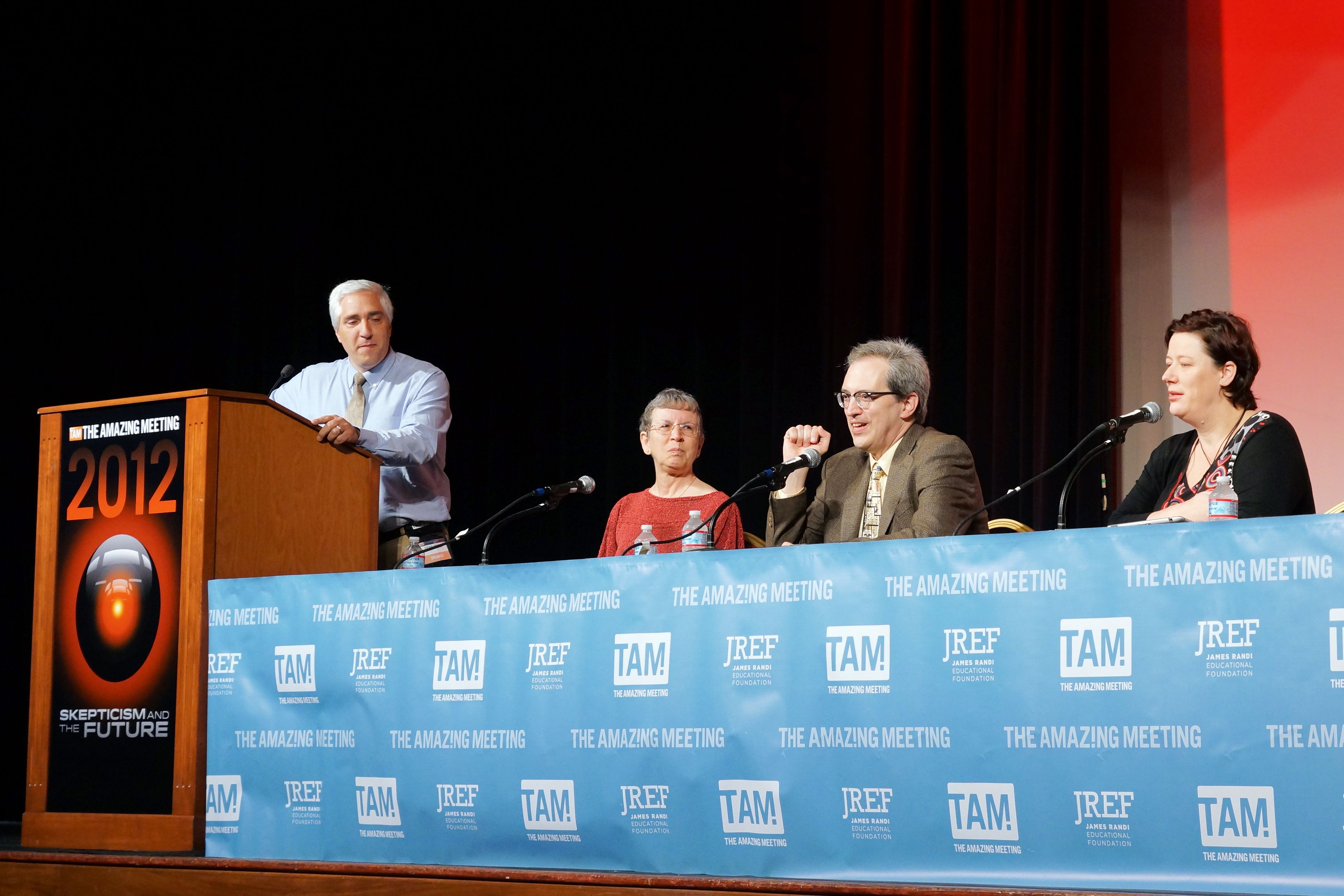
Los escépticos Steven Novella, Harriet Hall, David Gorski y Rachael Dunlop en un panel en The Amaz!ng Meeting 2012

Gorski es escéptico de la medicina complementaria y alternativa (CAM). En 2004, Gorski, bajo el seudónimo "Orac", comenzó a escribir un blog titulado "Respectful Insolence" (insolencia respetuosa) en Blogspot y el cual fue trasladado al sitio web de ScienceBlogs dos años después. En 2008, Gorski usó su nombre real cuando comenzó a escribir en Science-Based Medicine (continúa usando "Orac" para "Respectful Insolence" ). Actualmente es editor general en dicho sitio web y ha publicado artículos en el mismo sobre temas de medicina y pseudociencia, incluyendo el movimiento antivacunación, terapias alternativas así como investigación y tratamientos relacionados con el cáncer. Gorski ha narrado en detalle cómo en 2010 los miembros del blog antivacunas Age of Autism (La era del autismo) escribieron a la junta directiva de la Universidad Estatal de Wayne y le pidieron que se le impidiera bloguear.
Gorski contribuyó a la serie de libros electrónicos: Guías de medicina basadas en la ciencia de la James Randi Education Foundation. También es miembro del Comité de Investigación Escéptica. Fue orador en The Amaz!ng Meeting en 2009, 2010, 2012 y 2013. Al igual ha participado en numerosos paneles sobre medicina alternativa. Llamó la atención a un artículo de John P.A. Ioannidis sobre problemas con la investigación publicada.
Gorski ha comentado sobre la creciente infiltración de la pseudociencia en el campo médico con el uso de terapias alternativas como acupuntura, medicina alternativa de desintoxicación, y el tratamiento dietario del autismo.
Él aboga por la apertura de los resultados de los ensayos clínicos y el uso exclusivo de medicina basada en evidencia en el tratamiento de enfermedades. Ha criticado el apoyo del senador Tom Harkin al Centro Nacional de Medicina Complementaria y Alternativa (NCCAM), ahora conocido como el Centro Nacional de Salud Complementaria e Integral. Ha criticado a los Institutos Nacionales de Salud estadounidenses (NIH) y NCCAM por financiar y publicar investigaciones sobre terapias no comprobadas que no están respaldadas por evidencia científica, y ha comentado sobre la relación entre la ética médica y los métodos de la medicina alternativa.
Gorski ha criticado la popularización de la pseudociencia por los medios masivos y celebridades como Oprah Winfrey, Bill Maher, Ann Coulter, y The Huffington Post. En junio de 2013, Gorski dijo que apoyaba a los profesionales de la salud que denunciaban las malas prácticas médicas y la venta de tratamientos no comprobados. Gorski fue entrevistado por WPRR en 2012. Llamó al copatrocinio del Día de la Medicina Integrativa por la Asociación Americana de Estudiantes de Medicina "quackademic medicine" (haciendo alusión al término "quackery" usado para referirse a la charlatanería médica) y fue descrito por el escritor científico pro-CAM David H. Freedman como parte de los: "guerreros espinosos contra la medicina alternativa". En 2014, Gorski y su compañero escéptico Steven Novella publicaron un artículo denunciando el estudio de la medicina integrativa como perjudicial para la ciencia.

## Publicaciones
- Speyer, Cecilia L.; Nassar, Mahdy A.; Hachem, Ali H.; Bukhsh, Miriam A.; Jafry, Waris S.; Khansa, Rafa M.; Gorski, David H. (4 de mayo de 2016). «Riluzole mediates anti-tumor properties in breast cancer cells independent of metabotropic glutamate receptor-1». Breast Cancer Research and Treatment 157 (2): 217-228. PMID 27146584. doi:10.1007/s10549-016-3816-x.
- «Trends in Metastatic Breast and Prostate Cancer—Lessons in Cancer Dynamics». N Engl J Med 373 (18): 1685-1687. 2015. PMID 26510017. doi:10.1056/NEJMp1510443.
- Gorski D. H. (2014). «Integrative oncology: really the best of both worlds?». Nat Rev Cancer 14 (10): 692-700. PMID 25230880. doi:10.1038/nrc3822.